# 호 인센
호 인센(Ho Yinsen)은 마블 코믹스가 발행하는 만화책의 등장인물로, 스탠 리, 래리 리버, 돈 헥에 의해 만들어졌다. 아이언맨의 조력자이다. 영화화 작품에서는 숀 토브가 연기했다.